# 水ノ上智邦
水ノ上 智邦（みずのうえ ともくに、1976年3月 - ）は、日本の経済学者。就実大学経営学部教授。
広島県尾道市出身。広島県立尾道東高等学校、同志社大学経済学部卒業。同大学院経済学研究科博士前期課程修了。同大学大学院経済学研究科博士後期課程単位取得退学。徳島文理大学専任講師、同大学准教授、教授を経て現職。
専門は開発ミクロ経済学。少子化、教育問題も研究対象としている。

## 経歴
- 1999年 - 同志社大学経済学部卒業。
- 2001年 - 同志社大学大学院経済学研究科博士前期課程修了。
- 2004年 - 同志社大学大学院経済学研究科博士後期課程単位取得退学。
- 2004年 - 徳島文理大学総合政策学部専任講師。
- 2012年 - 徳島文理大学総合政策学部准教授。
- 2022年 - 徳島文理大学総合政策学部教授。
- 2023年 - 就実大学経営学部教授。

## 所属学会
- 日本経済学会
- 法と経済学会
- 日本人口学会

## 著書
- 『メコン地域の経済』（2006年3月、槙太一・内藤登世一・堀岡治男・四谷晃一との共著、大学出版センター）

- 『日本経済と公共部門のダイナミクス : データで読み解く現代社会』（2022年4月、南波浩史・藤森梓との共著、晃洋書房）